# Чеони живац
Чеони живац (лат. nervus frontalis) је највећа по калибру завршна грана офталмичног нерва. Он се пружа од горње орбиталне пукотине право унапред, испод крова очне дупље и изнад мишића подизача горњег очног капка. Око 4-5 mm иза горње ивице очне дупље, он се дели на супраорбитални и супратрохлеарни живац.
Супраорбитални живац (лат. nervus supraorbitalis) се даље дели у још две гране (спољашњу и унутрашњу), које прелазе преко предње ивице чеоне кости (тачније преко супраорбиталног и чеоног уреза) и оживчавају кожу чела и горњег очног капка.
Супратрохлеарни живац (лат. nervus supratrochlearis) се простире ка горње-унутрашњем углу очне дупље и оживчава кожу корена носа и горњег очног капка.